# Transtrands kyrka
Transtrands kyrka är en kyrkobyggnad i Transtrand i Västerdalälvens dalgång. Den är församlingskyrka i Lima-Transtrands församling i Västerås stift.

## Kyrkobyggnaden
Ett kapell nämns redan vid 1500-talets utgång och fanns kvar ända fram till 1830 då det revs. Det var ett timrat kapell som efter att ett nytt kapell uppförts 1670 hade flera olika funktioner bl.a. som sockenstuga. Ett nytt timrat kapell uppfördes 1670. Det bestod av ett rektangulärt långhus med rakslutet korparti, ett vapenhus i söder och sakristia i norr. Vid en ombyggnad 1750 förlängdes kapellet 6,5 meter. År 1788 byggdes en ny sakristia. År 1760 bemålades innertaket dekorativt och figurativt. Kapellet revs 1830-31, förutom sakristian som flyttades och omändrades till bårbod. Den nuvarande stenkyrkan uppfördes 1824-30 i nyklassicistisk stil efter ritning av byggmästare Olof Sjöström från Hedemora, omarbetad av Carl Daniel Björck vid ÖIÄ. Kyrkan är uppförd som en rektangulär salkyrka med rakt avslutat kor. Den har en utbyggd sakristia i öster samt torn i väster. År 1926 gjordes en restaurering då ett halvrunt korutsprång inbyggdes, flankerat av smärre biutrymmen med ny sakristia. Den gamla sakristian omändrades till samlingsrum. Läktaren ombyggdes och inreddes med bänkar 1847. Kyrkorummets bänkinredning ombyggdes 1960 då även taket byggdes om. Kyrkan har en vitputsad fasad med rundbågade fönsteröppningar. Tornet har rundbågade ljudöppningar och en fyrkantig lanternin. Ingången till kyrkorummet sker från tornets västsida samt mitt på syd- respektive nordfasaderna. På kyrkogården står Transtrandsmonumentet, föreställande en döende skogsarbetare med två kamrater bredvid sig.

## Inventarier
- Den nyklassicistiska altaruppsatsen utfördes av Johan Görsson 1830, efter C.D. Björks ritningar, och var ursprungligen en altarpredikstol.
- Altaruppsatsens skulpterade och förgyllda Gudsöga utfördes av skulptören Per Kers 1926, liksom predikstolen.
- 1960 byggdes orgeln av Marcussen & Søn orgelbyggeri i Aabenraa, Danmark. Den har 22 stämmor fördelade på tre manualer och pedal.

| Man I. Ryggpositiv C-f3 | Man II. Huvudverk C-f3 | Man III. Bröstverk (sv) C-f3 | Pedal C-d1  | Koppel |
| ----------------------- | ---------------------- | ---------------------------- | ----------- | ------ |
| Gedackt 8'              | Principal 8'           | Gedackt 8'                   | Subbas 16'  | III/II |
| Principal 4'            | Rörflöjt 8'            | Rörflöjt 4'                  | Oktava 8'   | I/II   |
| Gedacktflöjt 4'         | Oktava 4'              | Quintadena 2'                | Oktava 4'   | III/P  |
| Gemshorn 2'             | Flachflöjt 2'          | Cymbel I                     | Fagott 16'  | II/P   |
| Scharf III              | Mixtur IV              | Regal 8'                     | Skalmeja 4' | I/P    |
| Krumhorn 8'             | Trumpet 8'             |                              |             |        |
| Tremulant               |                        |                              |             |        |

## Gravsatta på Transtrands kyrkogård
- Lars Ridderstedt